# Verso de arte mayor
En poética castellana, un verso de arte mayor es aquel cuya métrica tiene más de ocho sílabas, en contraposición al verso de arte menor, cuya métrica tiene ocho sílabas o menos. Estilísticamente, el verso de arte mayor suele considerarse apropiado para temas graves y se utiliza más en la lírica culta que en la popular.
- Eneasílabo
- Decasílabo
- Endecasílabo
- Dodecasílabo
- Tridecasílabo
- Tetradecasílabo
- Alejandrino
- Pentadecasílabo